# Enrique Truan
Enrique Truan Álvarez (Gijón, Asturias, 1905 - 1 de agosto de 1995), fue un compositor español.

## Biografía
Realizó sus estudios musicales en el conservatorio Superior Municipal de Barcelona entre los años 1924 a 1931, con los maestros Morena, Canals y Alfonso. Dedicado a la enseñanza, empezó su actividad como compositor con dos conciertos con obras propias (Filarmónica de Gijón y Langreo). Director de la Escuela de Música de Gijón de 1948 a 1970, Miembro de número del Instituto de Estudios Asturianos y Socio de Honor del Ateneo Jovellanos de Gijón.
En 1950 estrenó la Cantata del Sacramento; en 1951, la Representación del Nacimiento de Nuestro Señor; en 1966, una Misa de Gaita, en la iglesia parroquial de San Pedro de Gijón. De sus canciones dará recitales en unión de Celia A. Blanco, en las que incluirá también obras de piano, en León, Santander, Oviedo y Gijón.
En 1976 fue nombrado Miembro de Número del Instituto de Estudios Asturianos, donde presentó en su ingreso la obra para canto y piano: De las Verdes Asturias (Pórtico al Mar y Seis pinturas líricas) que publicó por su cuenta. En 1982 estrenó en Oviedo y Gijón su obra Miraglo de Albelda (no Milagro), de casi una hora de duración, con la Orquesta de RTVE, dirigida por el Maestro Odón Alonso y la participación de los coros Capilla Polifónica Ciudad de Oviedo y Coral Polifónica Gijonesa "A. Solar".

## Obra
Cuenta en su haber, como compositor, con una extensa obra musical de 248 obras, abarcando diferentes géneros: coros, cantatas, obras para piano, violín y piano y guitarra, así como 122 obras para canto y piano sobre poemas de Lope de Vega, Gil Vicente, Rubén Darío, Miguel de Unamuno, Rafael Alberti, Federico García Lorca, Juan Ramón Jiménez, Antonio Machado, Leopoldo Panero, Ángel González, Miguel Ángel Bonhome, Luis Fernández Roces, Carmina Suárez, Victoriano Rivas, etc.
Tiene obras publicada en la Ed. J. & W. Chester de Londres  (sus Tres Preludios Castizos, 1950). En Madrid la Ed. Mús. Moderna publica sus Cuatro canciones de García Lorca (1965), y otras obras en Caracas y en Gijón. Sus obras han aparecido en grabaciones de los sellos discográficos Philips, Columbia y la Sociedad Fonográfica Asturiana. Radio Nacional ha grabado algunas obras suyas con textos de Miguel de Unamuno, Ángel González, Miguel Ángel Bonhome, Federico García Lorca y Victoriano Rivas.